# Mosinet Geremew
Mosinet Geremew (12 febbraio 1992) è un maratoneta e mezzofondista etiope, vicecampione del mondo di maratona nel 2019.

## Biografia
La carriera di Geremew iniziò con le gare di corsa campestre. Ha corso nella categoria juniores ai Mondiali di corsa campestre 2010 e si è classificato 16º posto, non riuscendo quindi a contribuire coi punti per la squadra etiope. È tornato nella stessa località (Bydgoszcz) come partecipante senior ai Campionati del mondo di corsa campestre 2013, anche se il suo 24º posto lo ha lasciato di nuovo fuori dal punteggio di squadra.
Nel 2012 ha vinto la 10 km Paderborner Osterlauf in Germania in 27'53".
È diventato il primo a vincere due volte la Mezza maratona internazionale di Yangzhou Jianzhen, ottenendo due vittorie consecutive nel 2015 e 2016, con un record di 59'52", il più veloce ottenuto in una gara cinese. Ha vinto di nuovo questa gara nel 2017 e nel 2018.
Nel 2015 è stato il vincitore della mezza maratona di Ras Al Khaimah.
Ha raggiunto una maggiore popolarità nel 2018 vincendo la Maratona di Dubai e un secondo posto nella Maratona di Chicago.
Alla Maratona di Londra 2019, ha concluso al secondo posto dietro Eliud Kipchoge con un tempo di 2h02'55", il terzo tempo più veloce della storia.

## Palmarès
| Anno | Manifestazione    | Sede      | Evento         | Risultato | Prestazione | Note |
| ---- | ----------------- | --------- | -------------- | --------- | ----------- | ---- |
| 2010 | Mondiali di cross | Bydgoszcz | Corsa juniores | 16º       | 23'00"      |      |
| 2013 | Mondiali di cross | Bydgoszcz | Corsa seniores | 24º       | 34'09"      |      |
| 2015 | Mondiali          | Pechino   | 10000 m piani  | 11º       | 28'07"50    |      |
| 2019 | Mondiali          | Doha      | Maratona       | Argento   | 2h10'44"    |      |
| 2022 | Mondiali          | Eugene    | Maratona       | Argento   | 2h06'44"    |      |

## Campionati nazionali
2011
- 4º ai campionati etiopi, 5000 m piani - 13'57"1

## Altre competizioni internazionali
2014
- Bronzo alla Mezza maratona di Delhi ( Nuova Delhi) - 59'11"
- Argento alla Mezza maratona di Praga ( Praga) - 59'54"

2015
- Argento alla Mezza maratona di Delhi ( Nuova Delhi) - 59'21"
- Oro alla Mezza maratona di Ras Al Khaimah ( Ras al-Khaima) - 1h00'05"
- Oro alla World 10K Bangalore ( Bangalore) - 28'16"

2016
- Oro alla World 10K Bangalore ( Bangalore) - 28'36"

2017
- Bronzo alla Maratona di Berlino ( Berlino) - 2h06'12"
- 10º alla World 10K Bangalore ( Bangalore) - 29'31"

2018
- Argento alla Maratona di Chicago ( Chicago) - 2h05'24"
- Oro alla Maratona di Dubai ( Dubai) - 2h04'00"
- Bronzo alla World 10K Bangalore ( Bangalore) - 28'39"

2019
- Argento alla Maratona di Londra ( Londra) - 2h02'55"
- Oro alla Mezza maratona di Lisbona ( Lisbona) - 59'34"

2020
- 4º alla Maratona di Londra ( Londra) - 2h06'04"

2021
- Bronzo alla Maratona di Londra ( Londra) - 2h04'41"

2022
- Oro alla Maratona di Seul ( Seul) - 2h04'43"

2024
- Oro alla Mezza maratona di Lisbona ( Lisbona) - 1h03'09"

2025
- 4º alla Great Manchester Run ( Manchester) - 28'21"